# Бідні люди
«Бідні люди» — перший надрукований роман російського письменника Федора Достоєвського, написаний у 1844—1845 рр. Виданий у 1846 році у «Петербурзькому збірнику».

## Історія створення
Роман «Бідні люди» Федір Достоєвський почав писати у 1844 році. Він залишив роботу кресляра і спробував себе в ролі письменника. На певний час він перервав роботу над книгою і взявся за переклад твору Оноре де Бальзака «Євгенія Гранде». Твір Бальзака надихає Достоєвського, і він продовжує писати роман. У травні 1845 року автор закінчив роботу над романом «Бідні люди». 7 червня 1845 року Некрасов Микола Олексійович віддав рукопис роману цензору Олександру Нікітенко, попросивши переглянути роман хоча б до вересня. 8 жовтня 1845 року в листі до брата Достоєвський писав, що роман не був розглянутий: «Такий безневинний роман тягають, тягають, і я не знаю, чим вони закінчать». 12 січня 1846 року Санкт-Петербурзький цензурний комітет дозволив друк роману. 21 січня 1846 року роман «Бідні люди» був вперше надрукований у «Петербурзькому збірнику».

## Тема та ідея
В романі Федір Достоєвський розповідає про життя бідних людей, які змушені в усьому себе обмежувати. Водночас вони мають багато людяності і доброти.
Основна думка твору в тому, що люди, які живуть у злиднях і безвиході, гідні співчуття і справедливості у ставленні до них.

## Сюжет
Роман складається з листів головних героїв : п'ятдесят чотири листи, які написали Макар Дєвушкін і Варвара Добросєлова. За цими листами відтворюється сюжет твору.
- Зав'язка.

Титулярний радник Макар Дєвушкін на початку квітня переїхав у нову кімнату, яка є відгородженою частиною загальної кухні. Для бідного чоловіка головне, що квартира дешева і знаходиться навпроти квартири Вареньки. У героя нові сусіди: мічман, письменник Ратазяєв і бідний чиновник Горшков із сім'єю.
- Розвиток подій. Дєвушкін посилає Варєньці солодощі і квіти в горщиках. Часто хворіє.

Варенька зауважує, щоб він не витрачав гроші на подарунки. Вона підробляє шиттям.
На початку червня Варенька посилає свій щоденник, в якому описане її минуле. Дєвушкін дізнається про її дружбу зі студентом Покровським та його смерть.
Після прогулянки на острови Варенька застудилася і не могла працювати. Дєвушкін продає новий віцмундир і бере платню вперед, щоб допомагати Вареньці, але приховує це. Варенька думає піти в гувернантки, але Дєвушкін її від цього відмовляє. У липні Варенька дізнається, що Дєвушкін витрачав на неї останні гроші, їй стає соромно.
Дізнавшись, що хтось сватався до Вареньки, Дєвушкін чотири дні пив, пішов до цього офіцера, щоб порозумітися, але його спустили зі сходів. Варенька переживає за нього, передає гроші для погашення боргів.
У серпні фінансове становище стає ще гірше. Дєвушкін намагається зайняти гроші, але йому відмовляють. До Варенька приходять сватати офіцера з дивними пропозиціями. Незважаючи на своє становище, Варенька передає копійки Дєвушкіну, але чиновник їх пропиває. У вересні все змінюється.
На початку місяця Дєвушкін віддає останні копійки Горшкову, так як тому нічим годувати родину. Начальник звернув увагу на голодного Дєвушкіна і дав сто рублів. Дєвушкін щасливий, у захопленні від щедрості начальника.
- Кульмінація. До Вареньки сватається поміщик Биков, якому потрібен спадкоємець, щоб позбавити спадщини племінника. Варенька погоджується, розмірковуючи, що від щастя не потрібно бігати. Дєвушкін намагається відмовити дівчину, водночас він допомагає готуватися до весілля і від'їзду.
- Фінал. Останній лист Варвара пише у день свого весілля. 30 вересня Варенька їде в село.

## Головні герої

### Макар Дєвушкін
Макар Дєвушкін — головний герой роману, дрібний службовець. Йому сорок сім років. Він скромний і тихий чоловік. Бідний титулярний радник живе напівголодний на околиці Петербурга у дешевій найманій квартирі. Макар любить літературу, читає твори і аналізує життя героїв, порівнює зі своїм життям. У його житті не відбувається нічого важливого. Він порівнює свою нікчемність з Акакієм Акакієвичем Башмачкіним з гоголівської повісті «Шинель». Дєвушкін намагається переглянути своє ставлення до світу, починає утверджуватися в житті. Його безкорисливі вчинки і самопожертва відроджують в ньому впевненість і самоповагу.
Любов до Вареньки змінила Макара, він почав усвідомлювати свою людську цінність. Він вперше виявився комусь потрібним. «І я знайшов душевний спокій і дізнався, що і я не гірше інших, що тільки так не блищу нічим, лиску немає, тону немає, але все-таки я людина, що серцем і думками я людина».

### Варвара Добросєлова
Варвара Добросєлова — головна героїня роману, яка веде переписку з Макаром Дєвушкіним. Її дитинство пройшло у провінції. Сім'я вимушена була переїхати у Петербург, Варя навчалась у пансіоні. Після смерті батька кредитори відібрали у них будинок, грошей теж не залишилося. Вона залишилася без рідних, пізнала підлість і зраду. Дівчина живе на околиці Петербурга в одному будинку з Макаром Дєвушкіним. Її вікно розташоване навпроти вікна Макара. Дівчина заробляє на життя шиттям. Пише в листах про настрій, страхи перед майбутнім і очікування. Варвара Добросєлова виходить заміж за багатого поміщика, не маючи до того ніяких почуттів. Її приваблює становище у суспільстві і матеріальний достаток.

## Критика
Літературний критик Віссаріон Бєлінський, коли прочитав рукопис роману «Бідні люди», визнав у нікому не відомому юнакові справжній талант. Бєлінський, Григорович та Некрасов заявляли про прихід в російську літературу «нового Гоголя». У січні 1846 року критик В. Бєлінський заздалегідь повідомляв про появу нового талановитого письменника. Після виходу роману 21 січня 1846 в «Петербурзькому збірнику» Бєлінський мав можливість писати про роман і його автора: «… в» Петербурзькому збірнику надруковано роман «Бідні люди» Достоєвського — ім'я зовсім невідоме і нове, але з яким, як здається, судилося відіграти значну роль в нашій літературі ". Критик зазначив незвичайний талант молодого письменника, творчість якого почалося з подібного твору, і передбачив як наступні захоплені відгуки. 
Реакційна критика в особі Тадея Булгаріна, щоб принизити новий літературний напрям, програмним твором якої був сприйнятий роман «Бідні люди», вперше використовує термін «натуральна школа». Навколо роману розгорнулася бурхлива полеміка: обговорювали не тільки твір Достоєвського, а й ставлення до «натуральної школи».  Критик Петро Плетньов писав, що роман йому нагадав творчість Гоголя і «майже не сподобався», зазначивши позитивно тільки романтичні «Записки бідної дівчини» про життя Вареньки до описаних в романі подій.
Історик літератури і цензор Олександр Нікітенко в статті для журналу "Бібліотека для читання " більш співчутливо відгукнувся про соціально-аналітичний напрямок роману. Критик високо відзначив психологічний аналіз головних персонажів, в той же час звернувши увагу на зловживання аналізом і розтягнутість твору. Аполлон Григор'єв в своїй статті в загальній оцінці не погоджувався з Бєлінським. Григор'єв з позиції морально-релігійного призначення мистецтва відзначив тяжіння до «помилкової сентиментальності» у творчості Достоєвського, тим самим протиставивши його Гоголю. Невідомий критик звернув увагу на достовірність зображення нещасть бідного класу, оригінальний склад і щире обурення автора «до всього, що ми звемо легкодухим і порочним». Достоєвському ж порадив: «для повного успіху треба скласти свою публіку <…> Тільки-но встиг він вийти на літературну сцену і вже зустрів з одного боку захоплених шанувальників, з іншого запально порицателей, а це найкраще підтвердження його талановитості». Пізніше Бєлінський ще раз відводив нападки на роман з боку реакції і «літературних старовірів», розгорнуто оцінивши значення твору. Незважаючи на явний вплив Гоголя, з яким неможливо було сперечатися, Бєлінський підкреслював, що Достоєвського не можна вважати лише його наслідувачем. Критик відзначав глибоке розуміння письменником всій трагічності зображуваної їм життя, внутрішньої краси і благородства душі будинків. Пророкуючи Достоєвському велике майбутнє критик писав: "Честь і слава молодому поетові, муза якого любить людей на горищах і в підвалах і говорить про них мешканцям роззолочених палат: " Адже це теж люди, ваші брати! ""
10 лютого в газеті « Російський інвалід» також з'явилася позитивна рецензія, яка відзначила величезний талант Достоєвського. Невідомий критик звернув увагу на достовірність зображення нещасть бідного класу, оригінальний склад і щире обурення автора «до всього, що ми звемо легкодухим». Пізніше Бєлінський ще раз відводив нападки на роман з боку реакції і «літературних старовірів», розгорнуто оцінивши значення твору.

## Іноземна критика
У серпні 1846 року в газеті «Sankt-Petersburgische Zeitung» з'явилася стаття про роман. Невідомий автор відзначив «геніальність» і «християнський характер» ромпану, навіть порівняв твір з сентиментальним романом у листах «Страждання юного Вертера» Й. В. Гете. У вересні там же з'явився переклад на німецьку мову щоденника головної героїні. У тому ж році в Лейпцигу в журналі «Jahrbücher für slawische Literatur, Kunst und Wissenschaft» була надрукована стаття Я.Йордану з високою оцінкою роману.
У червні 1850 року в Лейпцигу в бібліографічних листках був відзначений рідкісний талант Достоєвського, який зобразив справжній образ найбіднішого класу Петербурга. Там же були вміщені переклади сторінок роману польською і французькою мовами. У польському журналі «Варшавська бібліотека» також був опублікований позитивний відгук. У 1855 році на французьку мову був перекладений уривок під назвою «Вишивальниця». У 1863 році роман згадується в статті, присвяченій "Запискам з Мертвого дому ", де говориться про співчуття найбіднішому класу.

## Художні особливості

### Епіграф роману
Федір Достоєвський взяв епіграфом до твору рядки з повісті Володимира Одоєвського «Живий мрець»: «Ох вже мені казкарі! Ні щоб написати що-небудь корисне, приємне, солодке, а то всю таємницю в землі виривають!». Вибір епіграфа пояснюється словами Макара Дєвушкіна: «досить … про себе одному думати, для себе одного жити… оглянься навкруги, чи не побачиш для турбот своїх предмета більш благородного, ніж свої чоботи!».

### Епістолярна форма
Роман написаний у формі листування головних героїв — Макара Дєвушкіна і Вареньки Добросєлової. Мова героїв емоційна, багата зменшувальними формами, наповнена сентиментальними почуттями. Епістолярна форма допомогла зобразити умови життя «бідних людей» і розкрити їх внутрішній світ. Автор водночас використав методи тонкого мікроаналізу людської душі, характерні для сентиментальних романів, і прийоми психологічного роману-сповіді, властиві соціально-психологічній прозі. Про своє життя замість автора говорять самі персонажі, що допомагає характеризувати їх рівень духовного життя.